# アハメド・ラティーフ

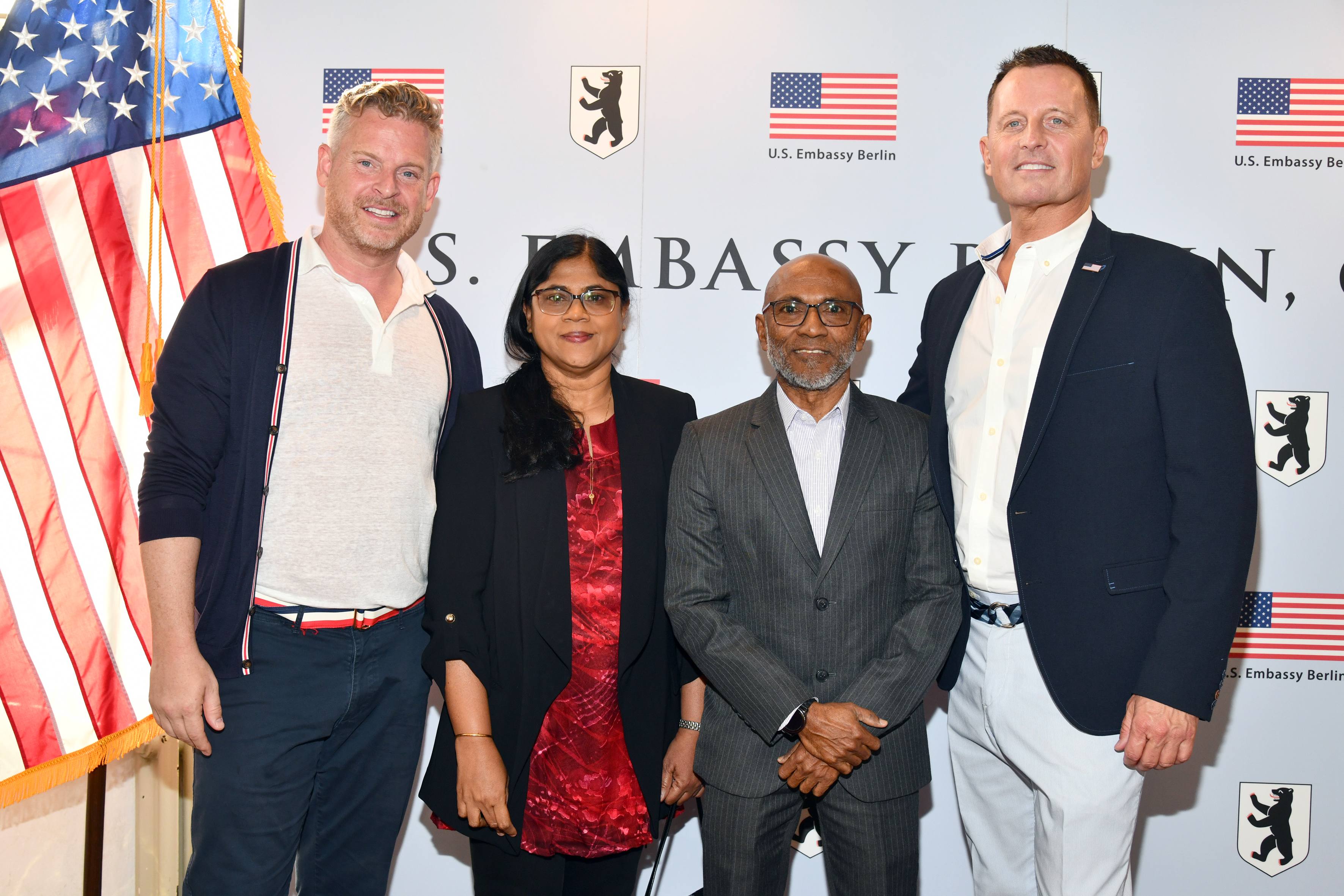
2019年7月4日、在ドイツ米国大使館でアメリカ合衆国独立243周年を祝うアハメド・ラティーフ駐ドイツ大使（中央右）とファジーナー・ディーディー大使夫人（中央左）。

アハメド・ラティーフ（ディベヒ語: އަހްމަދު ލަތީފް、英語: Ahmed Latheef、1955年10月14日 - ）は、モルディブの外交官、大使。対外資源局長、二国間関係局長、在インド副高等弁務官、オリンピック委員会理事、在中国大使、大統領府移行事務局長を経て、2019年より在ドイツ大使。

## 学歴
- 1982年: ニューデリーの外務職員局（英語版）（現・スシュマ・スワラージ外務職員局（英語版））で外交官研修[1]
- 1989年: ベルリンのドイツ国際開発財団（ドイツ語: Deutsche Stiftung für internationale Entwicklung, DSE）で国際関係論と経済協力のディプロマを取得[1]

## 経歴
1981年、外務省に入省。入省後は1993年まで南アジア地域協力に関する業務に従事し、この間、南アジア地域協力（SARC）および南アジア地域協力連合（SAARC）が開催した全ての会議に出席している。
1993年にラティーフはモルディブ出身のSAARC事務局長としてネパールの首都カトマンズに派遣され、1997年まで主に社会分野での協力に関する調整業務を担当。
1997年から2003年にかけて、マレの本省で対外資源局長として二国間・多国間援助および開発プロジェクトを担当。
2003年から2004年にかけて、マレの本省で二国間関係局長。
2004年、副高等弁務官として赴任したニューデリーで在インド高等弁務官事務所の設立に携わり、2007年まで在勤。
2007年、初代大使として赴任した北京で在中華人民共和国大使館の設立に携わる。ラティーフ大使は2008年4月3日に北京の人民大会堂で胡錦濤国家主席に信任状を捧呈した後、同年5月26日、中国を訪問中のアブドッラ・シャーヒド外務大臣や何亜非外交部副部長らが列席する中、大使館の開館式を執り行った。2012年3月まで在勤。
2012年、モルディブオリンピック委員会の理事会役員に選出される。2017年10月26日、オリンピック委員会副会長として訪問した小田原市で、モルディブ選手団が同市を東京オリンピックの選手キャンプとする協定を加藤憲一市長と締結した。2018年まで在任。
イブラヒム・モハメド・ソリの大統領就任に伴い、2018年末から2019年初頭にかけての約2ヶ月間、大統領府移行事務局長。
2019年1月20日、ソリ大統領がラティーフを次期在ドイツ大使に任命。同年2月27日、ベルリンのベルビュー宮殿でフランク＝ヴァルター・シュタインマイアー大統領に信任状を捧呈した。同年11月1日、非常駐の在フィンランド大使として訪問したヘルシンキの大統領官邸でサウリ・ニーニスト大統領に信任状を捧呈した。